# القمة الخليجية 2008 (مسقط)
قمة مجلس التعاون الخليجي 2008 أو القمة الخليجية 29  هي قمة قادة دول مجلس التعاون لدول الخليج العربية عقدت في يوم الاثنين 29 ديسمبر 2008 بمدينة مسقط عاصمة سلطنة عمان برئاسة صاحب الجلالة السلطان قابوس بن سعيد آل سعيد سلطان عمان. 

## المشاركون

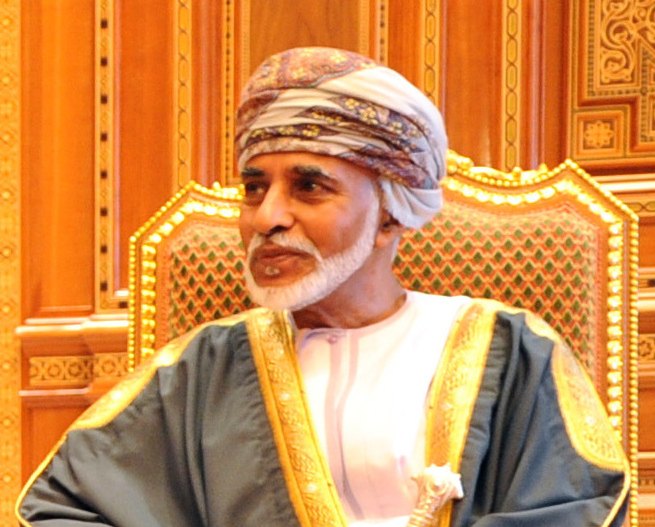
سلطنة عمان صاحب الجلالة السلطان قابوس بن سعيد آل سعيد سلطان عمان (رئيس القمة)
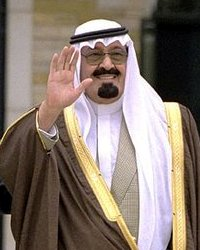
المملكة العربية السعودية خادم الحرمين الشريفين الملك عبدالله بن عبدالعزيز آل سعود ملك المملكة العربية السعودية
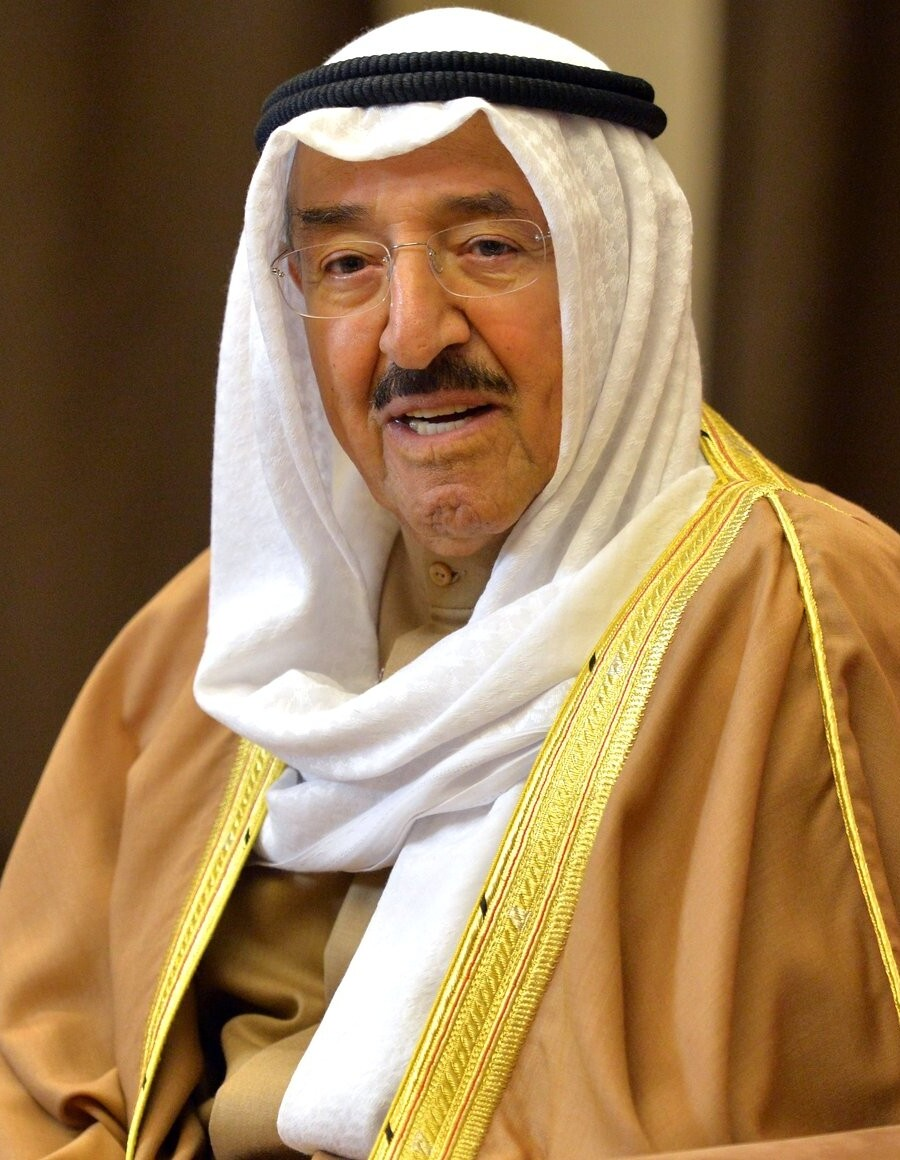
دولة الكويت صاحب السمو الشيخ صباح الأحمد الجابر الصباح أمير دولة الكويت
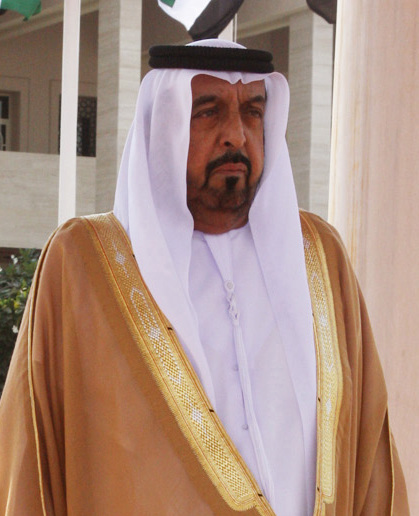
دولة الإمارات العربية المتحدة صاحب السمو الشيخ خليفة بن زايد آل نهيان رئيس دولة الإمارات العربية المتحدة
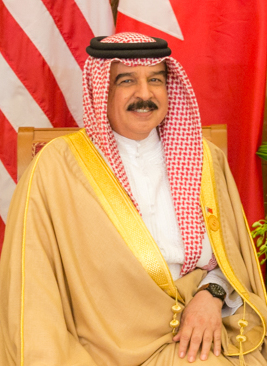
مملكة البحرين صاحب الجلالة الملك حمد بن عيسى آل خليفة ملك مملكة البحرين
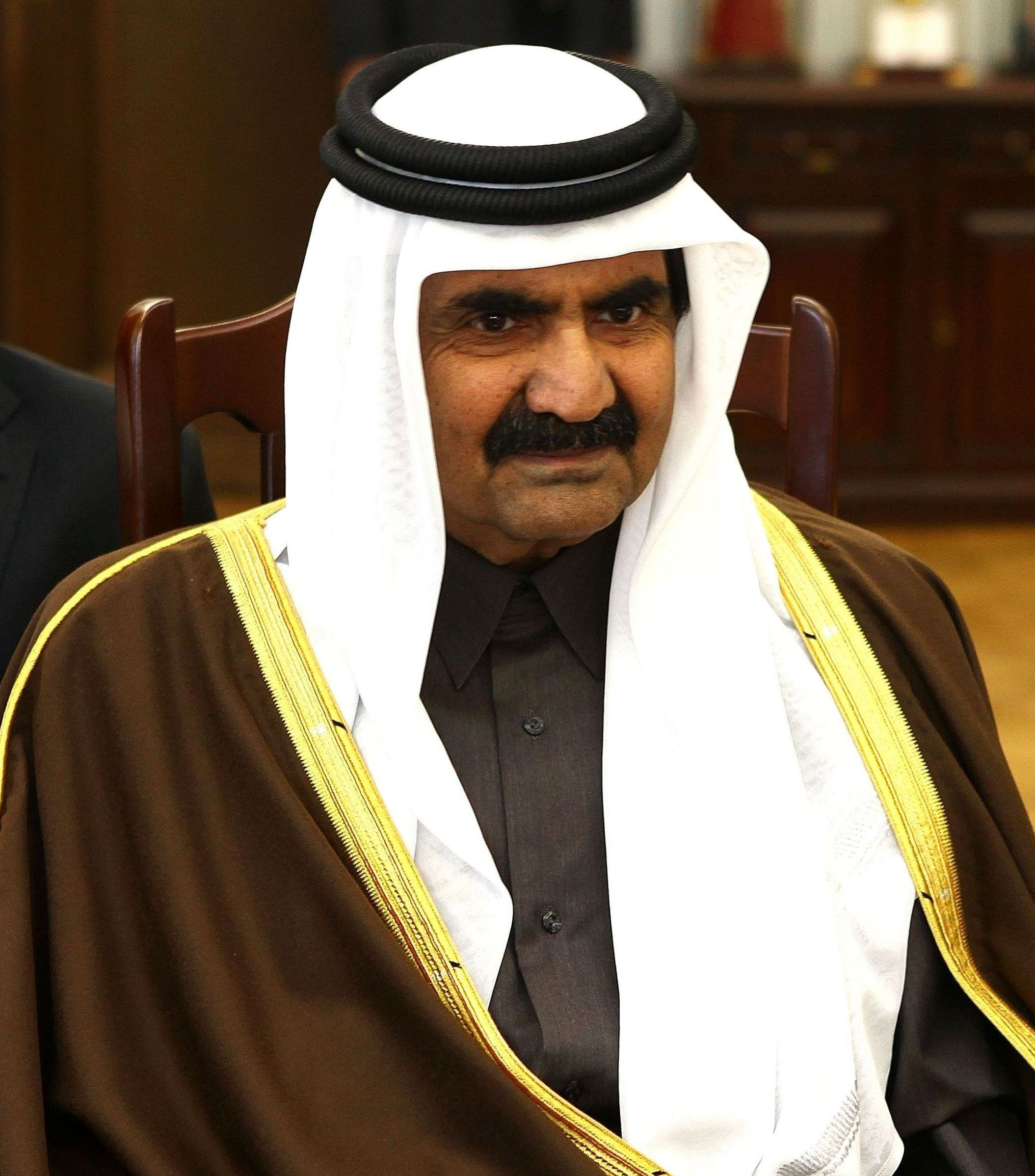
دولة قطر صاحب السمو الشيخ حمد بن خليفة آل ثاني أمير دولة قطر
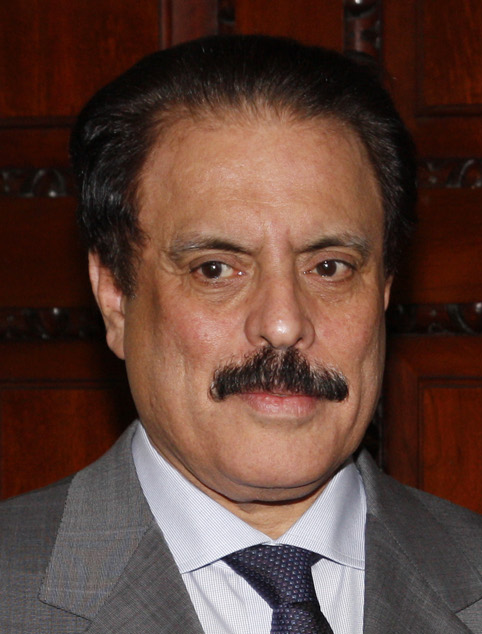
الأمانة العامة لمجلس التعاون الخليجي معالي السيد عبدالرحمن بن حمد العطية أمين عام مجلس التعاون لدول الخليج العربية